# Dud Bascomb
Dud Bascomb (* 16. Mai 1916 in Birmingham (Alabama) als Wilbur Odell Bascomb Sr.; † 25. Dezember 1972) war ein US-amerikanischer Jazz-Trompeter, bekannt durch seine Mitgliedschaft in der Band von Erskine Hawkins.

## Leben und Wirken
„Dud“ Bascomb war das jüngste von zehn Geschwistern; ein Bruder war der Tenorsaxophonist Paul Bascomb. Als Kind lernte er Klavierspiel und wechselte dann zur Trompete. Mit Erskine Hawkins spielte Bascomb schon während seiner Studienzeit an der Alabama State Teachers' School im Jahr 1932, wo Hawkins die Bama State Collegians Band leitete. Dud Bascomb blieb bis 1944 in Hawkins’ Orchester und war auf vielen seiner Plattenaufnahmen als Solist zu hören.
Bascomb verließ Hawkins, um in Paul Bascombs Septett zu spielen, die sich im Lauf der Dekade zur Big Band erweiterte und im Rhythm and Blues Stil spielte. Kurz arbeitete er im Juni 1947 im Duke Ellington Orchestra („Beale Street Blues“). In den 1950er Jahren spielte Bascomb für drei Jahre in Tyle's Chicken Shack in New Jersey, wo er ein Quintett leitete, dem u. a. Lou Donaldson angehörte. Er ging dann in den 1960er Jahren mit Sam „The Man“ Taylor auf Japantournee und trat mit Buddy Tate in Europa auf. Er nahm nur wenige Alben unter eigenem Namen auf; 1960 legte er die Single When The Moon Comes Over The Mountains / Swing Along (Clock Records) vor. 1959/60 entstanden einige Titel für Savoy Records auf wie Tuxedo Junction , die aber erst 1986 als Album erschienen sind. Mitwirkende Musiker waren u. a. Taft Jordan, Sam „The Man“ Taylor und Skeeter Best. 1979 wurde Bascomb in die Alabama Jazz Hall of Fame aufgenommen.
Sein Sohn ist der Jazz-Funk-Bassist und Songwriter Wilbur Bascomb.